# SN 2009aq
SN 2009aq – supernowa typu Ia odkryta 13 lutego 2009 roku w galaktyce A030919+1605. W momencie odkrycia miała maksymalną jasność 16,80m.